# آکیرا فیتزجرالد
آکیرا فیتزگرالد (انگلیسی: Akira Fitzgerald؛ زادهٔ ۱۷ ژوئیهٔ ۱۹۸۷) بازیکن فوتبال اهل ایالات متحده آمریکا است.
از باشگاه‌هایی که در آن بازی کرده‌است می‌توان به باشگاه فوتبال نیویورک سیتی اشاره کرد.